# Ivana Andrés
Ivana Andrés Sanz (Aielo de Malferit, 13 luglio 1994) è una calciatrice spagnola, difensore dell'Inter.

## Caratteristiche tecniche
È un difensore, abile soprattutto nelle ripartenze palla al piede e in grado di fornire sicurezza difensiva.

## Carriera

### Club
I suoi inizi nel calcio hanno avuto luogo nella squadra della sua località, l'Aielo C.F., mentre nel 2009 firma per il Valencia, squadra con la quale rimane fino al 2018, disputando 248 incontri e segnando sei reti. Dopo una parentesi di due stagioni al Levante, nel 2020 firma per il Real Madrid, di cui diventa la prima capitana.
Il 27 giugno 2024, viene annunciato il suo ingaggio a titolo definitivo da parte dell'Inter, in Serie A, con cui firma un contratto triennale, valido a partire dal 1º luglio seguente. Segna la sua prima rete in nerazzurro il 3 novembre seguente, nella sconfitta per 2-1 contro la Fiorentina.

### Nazionale
Grazie alle prestazioni espresse nelle giovanili del Colegio Alemán, Andrés inizia a essere convocata dalla Federcalcio spagnola per le sue selezioni giovanili, facendo tutta la trafila dalla formazione under 16 fino all'under 19. In questo periodo, nonostante la giovane età, inizia ad arrochire la sua collezione di trofei internazionali: due volte campionessa di Europa under 17 in Svizzera nelle edizioni 2010 e 2011; medaglia di bronzo nel Mondiale di Trinidad e Tobago 2010, nonché vicecampionessa d'Europa under 19 nell'edizione di Turchia 2012.
Nel giugno del 2015 veste la maglia della nazionale maggiore, selezionata tra le 23 giocatrici convocate per il Mondiale di Canada,, per poi disputare il Mondiale di Francia del 2019 e il vittorioso Mondiale di Australia e Nuova Zelanda del 2023.

## Statistiche

### Presenze e reti nei club
Statistiche (parziali) aggiornate al 10 maggio 2025.
| Stagione           | Squadra            | Campionato         | Campionato | Campionato | Coppe nazionali | Coppe nazionali | Coppe nazionali | Coppe continentali | Coppe continentali | Coppe continentali | Altre coppe | Altre coppe | Altre coppe | Totale | Totale |
| Stagione           | Squadra            | Comp               | Pres       | Reti       | Comp            | Pres            | Reti            | Comp               | Pres               | Reti               | Comp        | Pres        | Reti        | Pres   | Reti   |
| ------------------ | ------------------ | ------------------ | ---------- | ---------- | --------------- | --------------- | --------------- | ------------------ | ------------------ | ------------------ | ----------- | ----------- | ----------- | ------ | ------ |
| 2017-2018          | Valencia           | PD                 | 29         | 0          | CS              | 2               | 0               | -                  | -                  | -                  | -           | -           | -           | 31     | 0      |
| 2018-2019          | Levante            | PD                 | 28         | 2          | CS              | 1               | 0               | -                  | -                  | -                  | -           | -           | -           | 29     | 2      |
| 2019-2020          | Levante            | PD                 | 21         | 0          | CS              | 1               | 0               | -                  | -                  | -                  | SS          | 1           | 0           | 23     | 0      |
| Totale Levante     | Totale Levante     | Totale Levante     | 49         | 2          | -               | 2               | 0               | -                  | .                  | .                  | -           | 1           | 0           | 52     | 2      |
| 2020-2021          | Real Madrid        | PD                 | 31         | 0          | CS              | 1               | 0               | -                  | -                  | -                  | -           | -           | -           | 32     | 0      |
| 2021-2022          | Real Madrid        | PD                 | 27         | 0          | CS              | 1               | 0               | UWCL               | 8                  | 0                  | SS          | 1           | 0           | 37     | 0      |
| 2022-2023          | Real Madrid        | PD                 | 22         | 0          | CS              | 4               | 1               | UWCL               | 6                  | 0                  | SS          | 1           | 0           | 33     | 1      |
| 2023-2024          | Real Madrid        | PD                 | 25         | 2          | CS              | 2               | 0               | UWCL               | 7                  | 0                  | SS          | 1           | 0           | 35     | 2      |
| Totale Real Madrid | Totale Real Madrid | Totale Real Madrid | 105        | 2          | -               | 8               | 1               | -                  | 21                 | 0                  | -           | 3           | 0           | 137    | 3      |
| 2024-2025          | Inter              | A                  | 25         | 2          | CI              | 2               | 0               | -                  | -                  | -                  | -           | -           | -           | 27     | 2      |
| Totale carriera    | Totale carriera    | Totale carriera    | 208+       | 6+         | -               | 14+             | 1+              | -                  | 21                 | 0                  | -           | 4+          | 0           | 247+   | 7+     |

## Palmarès

### Nazionale
- Campionato d'Europa under 17: 2

2010, 2011
- Algarve Cup: 1

2017
- Campionato mondiale: 1

2023
- UEFA Women's Nations League: 1

2023-2024

## Nella cultura di massa
Il 1º novembre 2024 esce in esclusiva Netflix il documentario Se acabó: Diario de las campeonas, a cui Andrés prende parte insieme ad altre sette sue compagne della nazionale spagnola campionessa del mondo 2023, oltre a due calciatrici che avevano rifiutato la convocazione al Mondiale, con l'intenzione di denunciare il sistema di maltrattamenti e molestie all'interno della selezione femminile. Ad alzare pubblicamente il polverone, nel 2023, fu il bacio non consensuale dato dall'ex presidente della Federazione calcistica della Spagna Luis Rubiales alla calciatrice Jennifer Hermoso, durante i festeggiamenti del 20 agosto immediatamente successivi alla vittoria del titolo contro l'Inghilterra, oltre a una lettera firmata nei giorni precedenti al ritiro da diverse calciatrici spagnole e finalizzata all'esonero di Jorge Vilda, commissario tecnico ritenuto gravemente incapace.

## Filmografia

### Televisione
- Se acabó: Diario de las campeonas - docufilm (2024)